# Kosa (geografia)

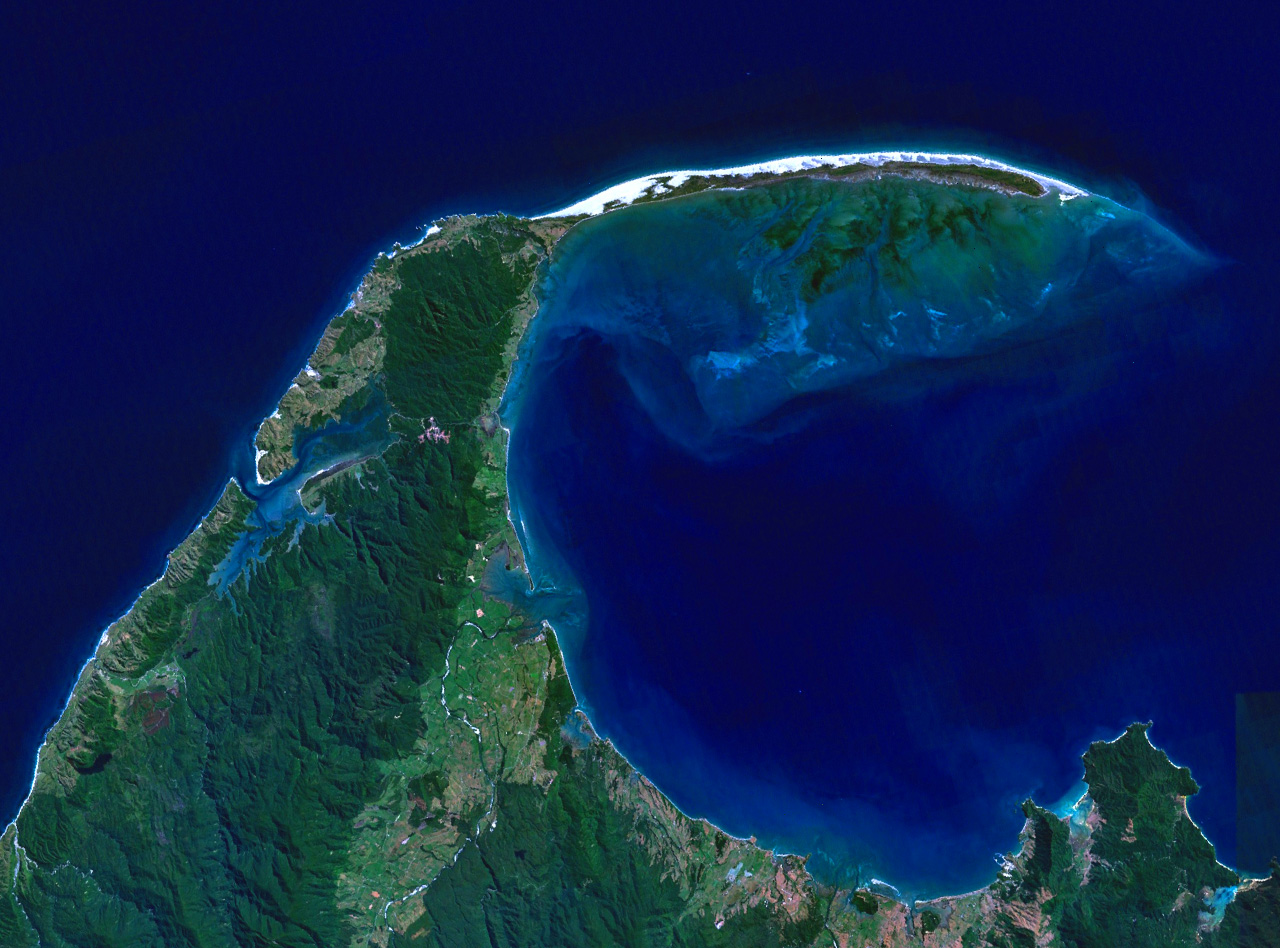
Zdjęcie satelitarne Farewell Spit

Kosa, szpyrk lub szperk (od kaszubskiej nazwy Cypla Rewskiego) – półwysep w postaci długiego i wąskiego piaszczystego wału, lekko wynurzonego ponad powierzchnię morza i biegnącego w głąb morza. Powstaje wskutek działania prądów przybrzeżnych, tworzony jest jako przedłużenie linii brzegowej w miejscu, w którym brzeg zmienia kierunek. Jeżeli kosa całkowicie lub częściowo oddziela zamykany akwen od otwartej wody, nazywana jest wówczas mierzeją. 
Przykładami kos są Mierzeja Helska i Cypel Rewski w Polsce i Farewell Spit na Wyspie Południowej Nowej Zelandii.
Odcinek końcowy zbudowany jest głównie z równoległych do siebie wałów burzowych (między którymi występuje obniżenie).